# Волжский 109-й пехотный полк
109-й пехотный Волжский полк — пехотная воинская часть Русской императорской армии.

## Формирование и кампании полка
Ведет свою историю от 20-го егерского полка, сформированного 17 мая 1797 года. Впоследствии 31 октября 1798 года полк был переименован в егерский генерал-майора Шишкова полк, а 31 марта 1801 г. — в 19-й егерский полк.
Этот полк принял участие во многих делах Отечественной войны 1812 г., находился в сражениях при Смоленске, Бородино, Малоярославце, Красном и Могилёве. После изгнания Наполеона из российских пределов полк был в Заграничном походе и принял участие в осаде Кюстрина, сражениях при Гроссберене, Денневице, Лейпциге, Краоне и Лаоне, взятии Суассона и Парижа.
В русско-турецкую войну 1828—1829 гг. полк действовал на европейском театре и был в Болгарском походе, где участвовал в сражениях при Базарджике, при осаде Варны, при Праводах и на Мачинских высотах.
В ходе Польской кампании 1830—1831 принимал участие в боях на реке Стырь, под Боремелем и в других.
28 января 1833 г. полк присоединён к Муромскому пехотному полку, который тогда же назван Муромским егерским, а 17 апреля 1856 г. назван Муромским пехотным полком. В Крымскую войну полк состоял в гарнизоне Севастополя.
Из запасных батальонов Муромского полка 6 апреля 1863 г. сформирован двухбатальонный Муромский резервный полк, 13 августа 1863 г. переименованный в трёхбатальонный Волжский пехотный полк и направленный в Польский поход против инсургентов.
25 марта 1864 г. полку дан № 109.
Во время Первой мировой войны полк находился в составе 20-го армейского корпуса и защищал Польшу, в феврале 1915 г. попал в окружение в Августовских лесах под Сувалками и был разгромлен вместе со всем корпусом.
Старшинство полка — с 17 мая 1797 г. Полковой праздник — 4 февраля, в день св. благоверного великого князя Георгия.

## Командиры полка
Командиров 19-го егерского полка см. в соответствующей статье.
- 21.04.1863 — 08.11.1865[1] — полковник Белявский, Иосиф Васильевич
- 10.11.1865 — хх.хх.1870 — полковник Петровский, Николай Иванович
- 20.11.1870 — 14.02.1875 — полковник Драгат, Людомир Иосифович
- 14.02.1875 — 13.11.1877 — полковник Дворжицкий, Иван Иванович
- 13.11.1877 — 12.09.1883 — полковник Мягков, Иван Васильевич
- 12.09.1883 — 29.10.1889 — полковник Дроздович, Емельян Михайлович
- 09.11.1889 — 28.04.1899 — полковник Кесяков, Константин Искрович
- 18.05.1899 — 02.04.1902 — полковник Самойло, Сергей Иванович
- 08.05.1902 — 07.03.1905 — полковник Макроплио, Александр Георгиевич
- 02.08.1905 — 02.01.1908 — полковник Юнген, Андриан Николаевич
- 23.01.1908 — 24.03.1910 — полковник Марков, Александр Дмитриевич
- 24.03.1910 — 21.05.1910 — полковник Григоров, Александр Михайлович
- 07.06.1910 — 12.08.1914[2] — полковник Гранников, Александр Александрович
- 21.01.1915 — 09.02.1917 — полковник Карпов, Сергей Николаевич
- 15.02.1917 — 11.08.1917 — полковник Корганов, Дмитрий Иванович
- 15.10.1917 — хх.хх.хххх — полковник Томилко, Иван Иванович

## Награды
1. Полковое знамя Георгиевское с надписями: «За оборону Правод против Турецкой Армии в 1829 году и за Севастополь в 1854 и 1855 годах» и «1797—1897» с Александровской юбилейной лентой (Высочайший приказ от 17.05.1897 г.). Первое отличие пожаловано 19-му егерскому полку 6 апреля 1830 г., второе — 1-му батальону в бытность его 4-м батальоном Муромского полка.
2. Знаки на головные уборы с надписью: «За отличие». Пожалованы 19 ноября 1814 г. 19-му егерскому полку за отличие в 1812-1814 гг.
3. Серебряные трубы с надписью: «За храбрость против Французов при Краоне и Лаоне». Пожалованы 13 апреля 1816 г. 19-му егерскому полку.